# Berger d'Auvergne
Le berger d'Auvergne  est un chien de berger originaire de l'Auvergne. Les ergots étaient et demeurent un critère de sélection pour les chiens de troupeaux. Chien de type lupoïde, de taille moyenne, il peut avoir différentes robes, le plus souvent marbré, on en trouve de fauve clair à fauve fortement charbonné, marron noir et feu. Une partie du corps peut-être blanche mais de façon toujours minoritaire. La moitié des chiens sont porteurs du gène merle qui s'exprime de façon visible dès la naissance pour les chiens noirs et marron en gommant partiellement ses couleurs. Le pelage patchwork qui en résulte, faisait dire localement que ces chiens ressemblaient à des hyènes.

## Histoire

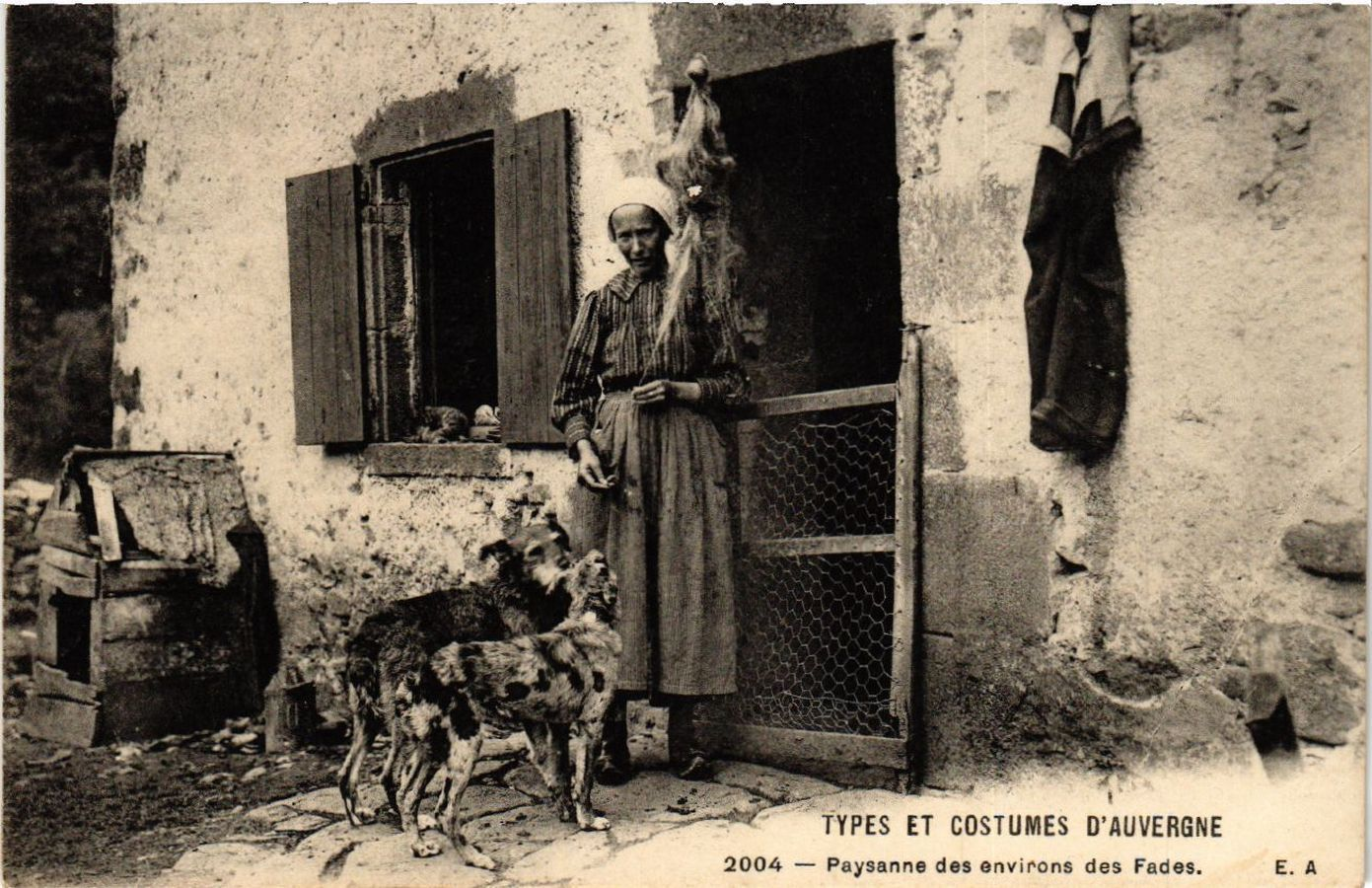
Paysanne auvergnate avec ses chiens, les Fades, Puy-de-Dôme. Début du XXe siècle.

À l'origine, le berger d'Auvergne était une sorte de chien de berger de pays, au pelage variable, présent dans toute la région et ce jusqu'au début des années 1980. À cette même période la population a été peu à peu remplacée pour quasiment disparaître dans les années 2000, supplantée dans les élevages par le Border collie avant qu'une association dans le Cantal décide de le sauvegarder. Elle n'avait alors identifié qu'une population d'une vingtaine de chiens. En 2016, cette population était remontée à une quarantaine d'individus.